# جبل بودينار
جبل بُودِينَار جبل يقع بولاية سيدي بوزيد من الوسط التونسي، جنوب شرقي مدينة سيدي بوزيد وشمال غربي مدينة الرقاب. يبلغ ارتفاعه 716 م.